# 君塚榮治
君塚榮治（日语：／ Kimizuka Eiji、1952年7月16日—2015年12月28日），日本陸上自衛隊將領，神奈川縣相模原市出身，於2011年8月－2013年8月之間擔任陸上幕僚長（陸軍參謀長），在2011年東日本大震災時，也是陸海空三大自衛隊的聯合救災部隊指揮官。

## 生平

### 自衛隊生涯
君塚榮治在1976年3月自防衛大學校土木工程學系畢業。加入陸上自衛隊後，他於1978年3月配屬到第1空降團第1特科大隊（砲兵營），後續亦進入另外數個部隊服役，參與過自衛隊突擊課程、空降課程，還曾赴美國陸軍指揮參謀學院進修。1995年，君塚昇任一等陸佐（上校），到愛知縣豐川駐屯地擔任第10特科連隊連隊長（團長），並於1999年調至東京任陸上幕僚監部（陸軍參謀部）防衛課長。
2001年，君塚成為將領，獲授陸將補（少將）階級，至熊本縣擔任西部方面隊總監部的幕僚副長，後經2003年12月防衛廳（現防衛省）人事消息宣布為第1混成團團長兼沖繩縣那霸駐屯地司令。2005年7月，他上任陸上幕僚監部人事部長，接著於2006年8月奉調兵庫縣，同時兼任中部方面隊總監部幕僚長和伊丹駐屯地司令。
2007年，君塚進一步晉級陸將（中將），並於7月至出任第8師團長，任內曾於2008年2月派遣8師團的自衛隊員與熊本縣警察、鹿兒島縣警察和宮崎縣警察組成430人共同受訓，以武裝特工登陸九州南部為假想內容，實施應急訓練。同年3月，他卸下師團長職務，改任防衛大學幹事。
2009年7月，君塚成為東北方面隊總監，駐守仙台。2011年3月11日，東日本大地震襲擊日本東北後，基於救災人力增強的需求，防衛省應首相官邸指示，將投入災區的部隊編員數擴增到10萬。3月14日，「東北統合任務部隊」正式編成:p18，由君塚擔任指揮官，統轄的10萬多人當中，陸災部隊達7萬人、海災部隊為1.4萬至1.5萬人（海上自衛隊橫須賀地方隊派出）、空災部隊有2.1萬至2.2萬人（航空自衛隊航空總隊派出）:p15，人數佔據自衛隊員總數的40%。該支統合任務部隊的出動，為自衛隊創建以來首次陸海空聯合行動，實施期間亦偕同美軍的友達作戰進行救災。
2011年7月1日，統合任務部隊宣告解散，由防衛大臣北澤俊美向君塚榮治下達解編命令，但日本東北地區的災民生活支援行動仍以他所指揮的東北方面隊為中心持續。7月26日，日本政府在內閣會議上，決定任命君塚榮治接替即將退役的火箱芳文出任新一屆陸上自衛隊幕僚長（上將），並於8月5日發表人事任免令。君塚在幕僚長任內致力於強化陸海空自衛隊間的合作，以及自衛隊與地方行政區的防災訓練，擔任此職至2013年8月退役為止。

### 個人生活
君塚榮治從自衛隊退役後，於2014年2月加入工業產品製造公司——小松製作所工作，同時也擔任靜岡縣危機管理補佐官和防災對策顧問。2015年12月28日，他因為肺癌而病逝，享壽63歲，告別式於同年除夕夜舉辦，出席者共達300人，包括防衛大臣中谷元及數位曾任陸上幕僚長的自衛隊將領。君塚生前所獲榮譽包括美國功績勳章，於2008年3月11日由美國駐日陸軍司令艾爾伯特·N·珀金斯少將（Elbert N. Perkins）頒贈，其於2015年去世後，還獲日本政府追授從三位和瑞寶重光章。